# سيزار دوي
سيزار دوي (بالإسبانية: César Doy)‏ هو لاعب كرة قدم بيروفي في مركز ظهير ‏، ولد في 7 أبريل 1982 في ليما في بيرو. لعب مع اتحاد هوارال وديبورتيفو وانكا وسبورت بويز وسبورت وانكايو وكورونل بولوجنسي ونادي ميلغار أريكيبا.

## وصلات خارجية
- سيزار دوي على موقع قاعدة بيانات كرة القدم.إي يو (الإنجليزية)
- سيزار دوي على موقع Soccerway.com (الإنجليزية)